# Wir Ihr Alle Eins
Wir Ihr Alle Eins ist ein Lied der deutschen Sängerin und Komikerin Carolin Kebekus aus dem Jahr 2023, das zum offiziellen WM-Song der ARD für die Fußball-Weltmeisterschaft der Frauen 2023 in Australien und Neuseeland gewählt wurde.

## Entstehung und Veröffentlichung
In der von der ARD ausgestrahlten  Die Carolin Kebekus Show hatte Kebekus in der Ausgabe vom 25. Mai 2023 die kommende Fußball-Weltmeisterschaft der Frauen und die sportlich-gesellschaftliche Bedingungen und Anerkennung des Frauenfußballs behandelt. Zum Abschluss des Beitrags erwähnte Kebekus die Tradition offizieller Lieder des Deutschen Fußball-Bundes zu Weltmeisterschaften der Männer und stellte daraufhin den offiziellen WM-Song Wir Ihr Alle Eins für die WM 2023 der Frauen in Form eines Musikvideos vor. Am 29. Juni 2023 gab die ARD bekannt, dass Wir Ihr Alle Eins zum offiziellen Soundtrack der ARD für die bevorstehende Fußball-Weltmeisterschaft der Frauen ausgewählt wurde.

## Inhalt
Neben Kebekus als Sängerin und Statisten traten in dem Musikvideo mehrere Spielerinnen der deutschen Frauen-Nationalmannschaft auf, die vier FC-Bayern-München-Spielerinnen Klara Bühl, Sydney Lohmann, Lina Magull, Lea Schüller, sowie die drei Eintracht-Frankfurt-Spielerinnen Nicole Anyomi, Sara Doorsoun und Sophia Kleinherne.
Das Lied thematisiert die Vorfreude auf die WM, unabhängig von Ort, Lebensstil, sexueller Orientierung und nationaler und ethnischer Herkunft, „denn vom Anstoß bis zum Abpfiff, wann und wo ist ganz egal, stehen wir jetzt und hier zusammen und schwingen den (Fußball-)Schal: Wir Ihr Alle Eins!“
Das Musikvideo setzt sich aus verschiedenen Sequenzen von vier Videos zusammen: Kebekus Solo auf einem Fußballfeld, gestellte Aufnahmen aus einer Fußballkneipe mit Kebekus als Sängerin, Aufnahmen von Amateurfußballerinnen in einer Sporthalle und Aufnahmen der DFB-A-Nationalspielerinnen auf dem FC Bayern Campus in München und vor dem Deutsche Bank Park in Frankfurt am Main.